# Santa Barbara (Pangasinan)
Santa Barbara (Bayan ng Santa Barbara) är en kommun i Filippinerna. Kommunen ligger på ön Luzon, och tillhör provinsen Pangasinan. Folkmängden uppgår till 64 261 invånare.

## Barangayer
Santa Barbara är indelat i 29 barangayer.
| - Alibago - Balingueo - Banaoang carlo bandong - Banzal - Botao - Cablong - Carusocan - Dalongue - Erfe - Gueguesangen - Leet - Malanay - Maningding - Maronong - Maticmatic | - Minien East - Minien West - Nilombot - Patayac - Payas - Poblacion Norte - Poblacion Sur - Sapang - Sonquil valerie reyes - Tebag East - Tebag West - Tuliao - Ventinilla (Ventinilla East) - Primicias (Ventinilla West) |

## Bildgalleri

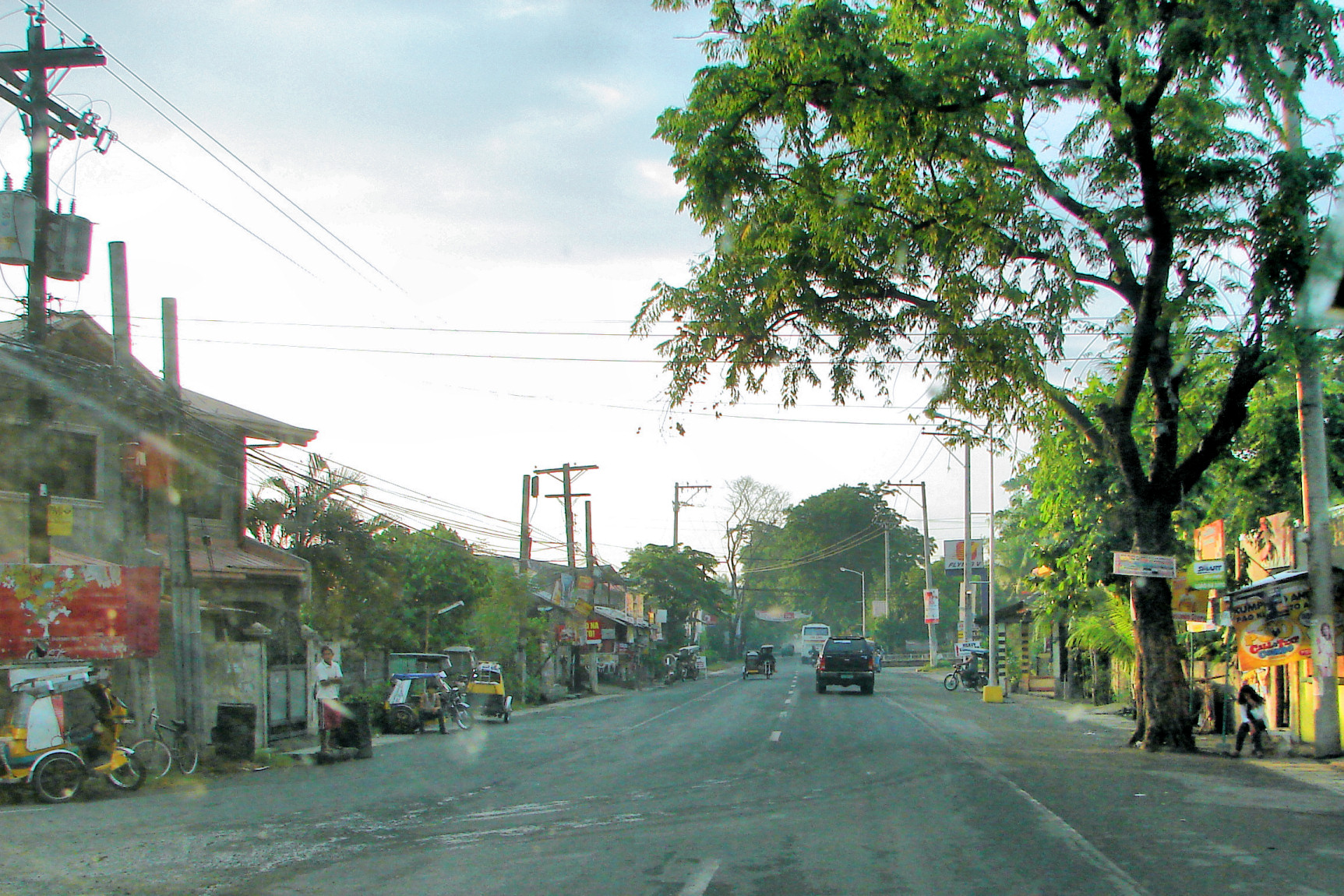